# Партизанська бригада імені Тадеуша Костюшка
Партизанська бригада імені Тадеуша Костюшка — польське партизанське з'єднання, створене навесні 1944 року на базі раніше діяльного на Поліссі польського партизанського загону. Бригада діяла на території західних областей Білорусі та у східних воєводствах окупованої Польщі.

## Історія

### Партизанський загін
Польський партизанський загін як окремий підрозділ з 60 поляків був створений в липні-серпні 1943 року в складі Пінської партизанської бригади, що діяла в Поліссі.
Командиром загону став хорунжий польської армії Чеслав Вархоцький, замполітом — Вацлав Клімашевський, заступником по стройовій частині — ст. сержант Владислав Мельчарек, начальником штабу — старший лейтенант РСЧА Дмитро Караєв.
Станом на 15 серпня 1943 року загальна чисельність загону складала 227 осіб (12 чоловік командного складу і 215 рядових бійців), з них 14 жінок. За національним складом у складі загону було 215 поляків і 10 українців. На озброєнні загону був 1 ручний кулемет, 8 автоматів, 85 гвинтівок, 4 пістолети, 32 гранати, 8862 патрони, в обозі налічувалось 34 верхових і в'ючних коней.
Станом на 24 грудня 1943 року загальна чисельність загону становила 250 чол. На початку 1944 року 100 добровольців із загону були спрямовані за Буг для посилення Армії Людової.

### Партизанська бригада
Навесні 1944 року на базі загону була створена партизанська бригада ім. Т. Костюшка, командиром якої став Чеслав Клим.
3 квітня 1944 року в СРСР було створено Польський штаб партизанського руху. У розпорядження Польському штабу партизанського руху були передані всі польські партизанські формування, які були організовані та діяли на окупованій території СРСР — в тому числі партизанська бригада ім. Т. Костюшка.
Надалі, після розформування бригади навесні 1944 року, 93 бійці (поляки за національністю) десантувалися на територію Польщі, в Парчевському лісі на Люблінщині — для посилення загонів Армії Людової.
27 травня 1944 року бригада увійшла до складу Армії Людової, отримавши нове найменування: «партизанська бригада Армії Людової імені Тадеуша Костюшко» («Brygada AL im. Tadeusza Kościuszki»).
24 липня 1944 року бригада була розформована.